# Sonata per violoncello e pianoforte (Chopin)
La Sonata per violoncello e pianoforte in Sol minore è una composizione di musica da camera scritta da Fryderyk Chopin fra il 1845 e il 1846.

## Storia
Chopin iniziò a scrivere la Sonata per violoncello e pianoforte durante l'estate del 1845 mentre si travava a Nohant nella residenza di George Sand dove era solito trascorrere i mesi estivi. Rientrato a Parigi, in una lunga lettera alla famiglia, raccontò di voler terminare la composizione, oltre ad altre già iniziate, e di averla provata diverse volte con l'amico Auguste Franchomme valente violoncellista. La Sonata non fu però completata dal compositore che vi mise mano più volte, infatti nell'ottobre 1846 scrisse ancora ai familiari dicendo di non essere ancora soddisfatto del suo lavoro che talvolta gettava da una parte per poi riprenderlo ancora, limarlo e rifinirlo. Probabilmente il tipo di composizione creava preoccupazione e fatica al musicista che stava anche affrontando un peggioramento della sua salute.
Furono necessari ancora otto mesi prima dell'effettivo completamento e successiva spedizione dell'opera agli editori; durante questo periodo Chopin suonò più volte, sempre con Franchomme, la Sonata nella sua abitazione per gli amici più fidati, tra cui Stephen Heller e la principessa Czartoryska, per provare l'effetto sugli ascoltatori. La cosa era insolita per lui, non sottoponeva mai i suoi lavori alle opinioni altrui, ma in questa occasione era proprio la particolarità della composizione, non esclusivamente pianistica, che lo preoccupava.
La Sonata in Sol minore fu l'ultimo lavoro di cui Chopin curò personalmente l'edizione; l'opera è dedicata ad Auguste Franchomme, celebre violoncellista, a cui il musicista si legò di fraterna amicizia fin dai primi tempi del suo arrivo a Parigi e che contribuì quasi sicuramente alla stesura di questo lavoro con consigli tecnici sullo strumento.
La composizione fu eseguita durante l'ultimo concerto tenuto a Parigi da Chopin il 16 febbraio 1848; proprio perché l'opera era risultata ostica alla comprensione sia degli amici sia degli esperti, vennero eseguiti soltanto lo Scherzo, il Largo e il Finale, eliminando il complesso e difficile Allegro moderato.

## Struttura e analisi

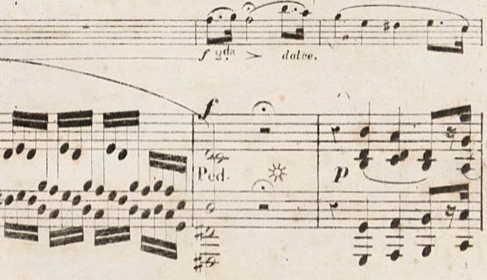
Battute 8-10 della Sonata per violoncello e pianoforte

La Sonata si articola in quattro movimenti:
1. Allegro moderato
2. Scherzo: Allegro con brio (Re minore)
3. Largo (Si bemolle maggiore)
4. Finale: Allegro

Chopin scrisse poche composizioni cameristiche e sempre in formazioni con il pianoforte; le prime furono scritture giovanili, mentre la Sonata in Sol minore è un'opera del periodo della maturità, appartenente a quel gruppo di ultimi lavori che rivelano l'aspetto più pionieristico e sperimentale del compositore.
L'opera è una delle composizioni di Chopin che non hanno mai avuto la giusta considerazione, nemmeno al giorno d'oggi, raramente eseguita in sede di concerti; quando fu scritta era troppo innovativa per essere compresa dal pubblico e dalla critica al punto che le Sonate di Brahms sembrerebbero avere un posto di poco antecedente rispetto alla Sonata in Sol minore tanto quest'ultima presenta aspetti così nuovi da essere vicina alle composizioni di inizio XX secolo.
Quasi sempre nelle composizioni chopiniane in cui non vi è solo il pianoforte la parte riservata a questo strumento è preponderante, ma nella Sonata in Sol minore, anche se importante, non sovrasta mai il violoncello che risulta in equilibrio con la scrittura pianistica. Nel primo movimento, Allegro moderato, si può avvertire una certa preoccupazione dell'autore nel cercare una parità fra i due strumenti e, anche se il pianoforte si propone con una scrittura molto densa, il violoncello ha il giusto risalto esprimendosi con un dialogo intenso e continuo che rende perfettamente omogenea la struttura del movimento. Il tema principale ha una ben definita linea melodica, in Sol minore, e si presenta particolarmente veemente, mentre il secondo, in contrapposizione, è più delicato e dolce nella tonalità di Sol maggiore. Il movimento ha una scrittura molto complessa, particolarmente da un punto di vista armonico, tanto da preannunciare sonorità impressionistiche.
Lo Scherzo è un Allegro con brio di stampo beethoveniano e presenta un tema, piuttosto breve ma ben evidenziato ritmicamente e sempre variato in numerose trasformazioni; il Trio è affidato quasi esclusivamente al violoncello che si pronuncia con un'ampia melodia appena accompagnata dal pianoforte. Il movimento più interessante della composizione è il Largo che, nella brevità di sole 27 battute, in un'atmosfera incantata simile a un notturno, crea un dialogo assorto e nostalgico fra i due strumenti.
Nel Finale si riaccende l'aspetto drammatico e complesso proposto nel tempo iniziale con delle soluzioni di scrittura imprevedibili e che presenta anche un notevole momento contrappuntistico nella parte dedicata allo sviluppo. Il tema principale è derivato da un Canone in Fa minore che il compositore aveva scritto probabilmente nel 1839, lasciandolo però incompiuto ed è usato proprio per un passaggio "a canone" fra pianoforte e violoncello quindi rovesciato fra violoncello e pianoforte. La scrittura musicale si intensifica nella Coda che ha aspetti fortemente emotivi e che porta a una conclusione positiva e fastosa della composizione.